# Котяча лапа
Котяча лапа (англ. The Cat's-Paw) — американська кінокомедія режисера Сема Тейлора 1934 року.

## Сюжет
Американець Езекіль Кобб провів все свідоме життя в Китаї, у релігійній місії свого батька. І ось він відправляється назад до Америки, щоб «зустріти матір своїх дітей». Там він, не знаючи західного способу життя, зрозуміло — потрапляє в купу безглуздих і смішних ситуацій.

## У ролях
- Гарольд Ллойд — Езекіль Кобб
- Уна Меркел — Пат Пратт
- Джордж Барбьє — Джейк Майо
- Нат Пендлтон — Строцці
- Грейс Бредлі — Долорес Док
- Алан Дайнхарт — мер Ед Морган
- Грант Мітчелл — Сілк Гат МакГі
- Е. Елін Воррен — Тянь Ван
- Воррен Хаймер — «Спайк» Слеттері
- Дж. Фаррелл МакДональд — Шидлі